# Socha svatého Jana Nepomuckého (Kounice)
Socha svatého Jana Nepomuckého stojí na návsi v Kounicích v okrese Nymburk, v těšné blízkosti tamějšího zámku a kostela svatého Jakuba Většího. Samotná pískovcová plastika je vysoká 170 cm a s masivním hranolovým soklem, na němž je usazena, dosahuje výšky 4,5 m. Od 31. prosince 1965 je toto kvalitně provedené sochařské dílo východočeské provenience kulturní památkou.

## Historie a popis
Socha svatého Jana Nepomuckého vznikla pravděpodobně na konci 18. století. Je dílem neznámého autora. Její pohled je otočen směrem k zámeckému objektu. Plastika, měřící 170 cm, je posazena na etážovitě odstupňovaném soklu o hranolovém tvaru, jenž je v dolní části s profilovanou patkou vyspraven cihlami a v horní části přetažen cementovou maltou. Je nesen čtvercovou základnou, jenž byla upravena na schodiště. Čelní stranu dolní části soklu zdobí vpadlé půlkruhy uzavírající zrcadlo a nesoucí zašlý nápis. Od paty měří socha celkově 4,5 m.
Plastika stojí v naznačeném kontrapostu (s levou nakročenou nohou) a je oděna v kleriku, rochetu a krátkém kožešinovém plášti, který je přehozen přes ramena a téměř zcela zahaluje paže postavy. Drobné řásničky imitují zvlnění šatu, splývající v jemné záhyby. V levé ruce plastika dřímá krucifix. Hlava světce, pokrytá biretem, je výrazně nadchýlená a pohledem spjatá s na koso loženým krucifixem, a na jeho obličeji jsou markantně vyvedeny lícní kosti a plnovous.